# Onthophagus aurifex
Onthophagus aurifex är en skalbaggsart som beskrevs av Edgar von Harold 1877. Onthophagus aurifex ingår i släktet Onthophagus och familjen bladhorningar. Inga underarter finns listade i Catalogue of Life.